# 道の駅オーロラタウン93りくべつ
道の駅オーロラタウン93りくべつ（みちのえき オーロラタウン93りくべつ）は、北海道足寄郡陸別町にある国道242号の道の駅である。ふるさと銀河線陸別駅（2006年廃止）と合築されており、旧駅部分は保存鉄道ふるさと銀河線りくべつ鉄道の一部として活用されている。

## 施設
- 駐車場
  - 普通車：38台
  - 大型車：8台
  - 身障者用：2台
- トイレ（いずれも24時間利用可能）
  - 男：大 2器、小 4器
  - 女：5器
  - 身障者用：1器
- 公衆電話：2台
- 物産店
- 宿泊施設「オーロラハウス」
- 関寛斎資料館
- ふるさと銀河線りくべつ鉄道

## 休館日
- 年末年始（12月30日 - 1月3日）[注釈 2]

## アクセス
- 国道242号 - 登録路線
  - 直接接続は北海道道502号斗満陸別停車場線（終点に位置）となる（国道分岐より約70 m）

## 周辺
- 陸別町役場
- 銀河の森天文台